# Пфунгштадт
Пфунгштадт (нем. Pfungstadt) — город в Германии, в земле Гессен. Подчинён административному округу Дармштадт. Входит в состав района Дармштадт-Дибург.  Население составляет 24 615 человек (на 31 декабря 2010 года). Занимает площадь 42,53 км². Официальный код — 06 4 32 018.

## Известные уроженцы
- Бюхнер, Эрнст (1850—1925) — немецкий химик, промышленник, изобретатель

## Фотографии

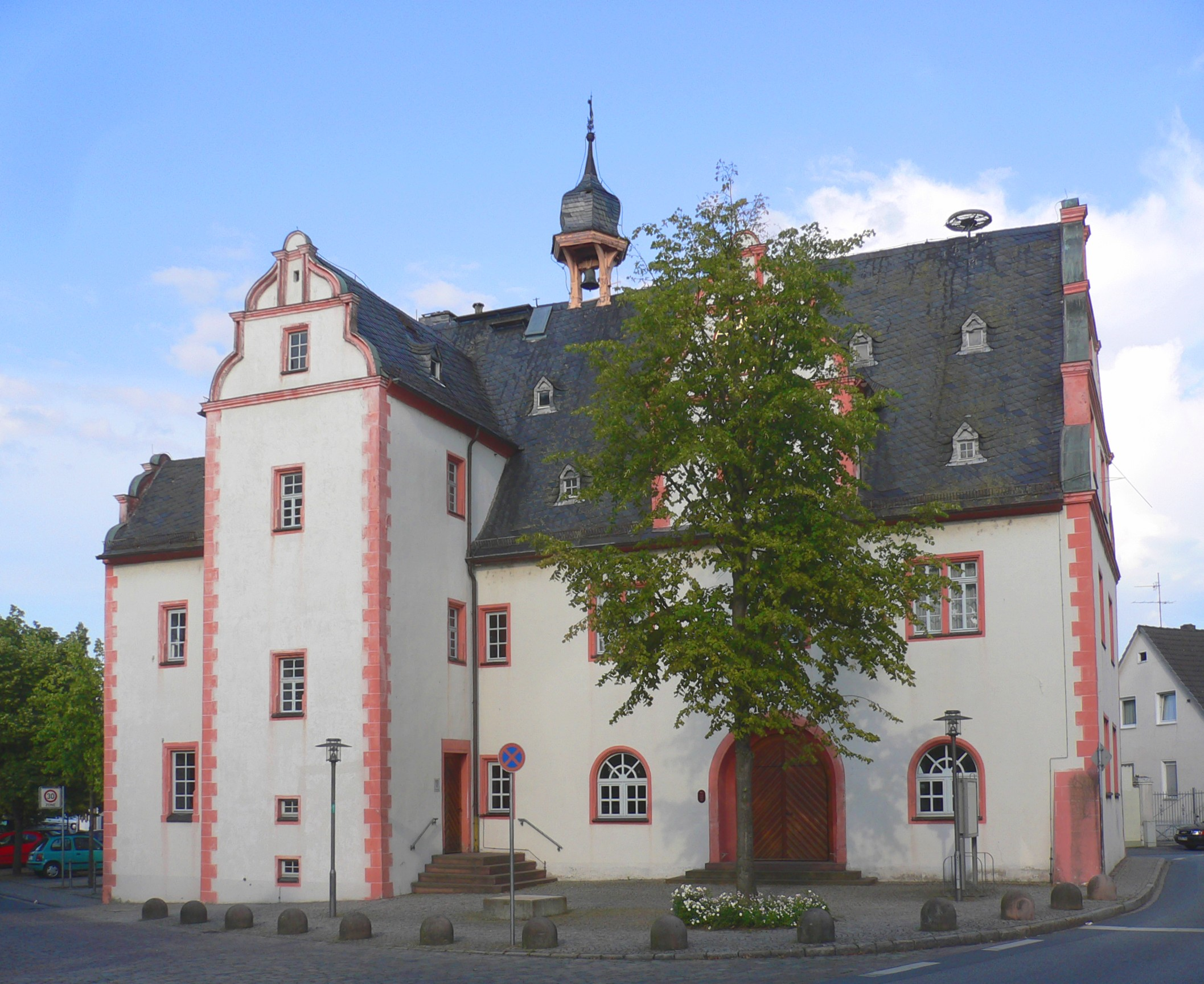
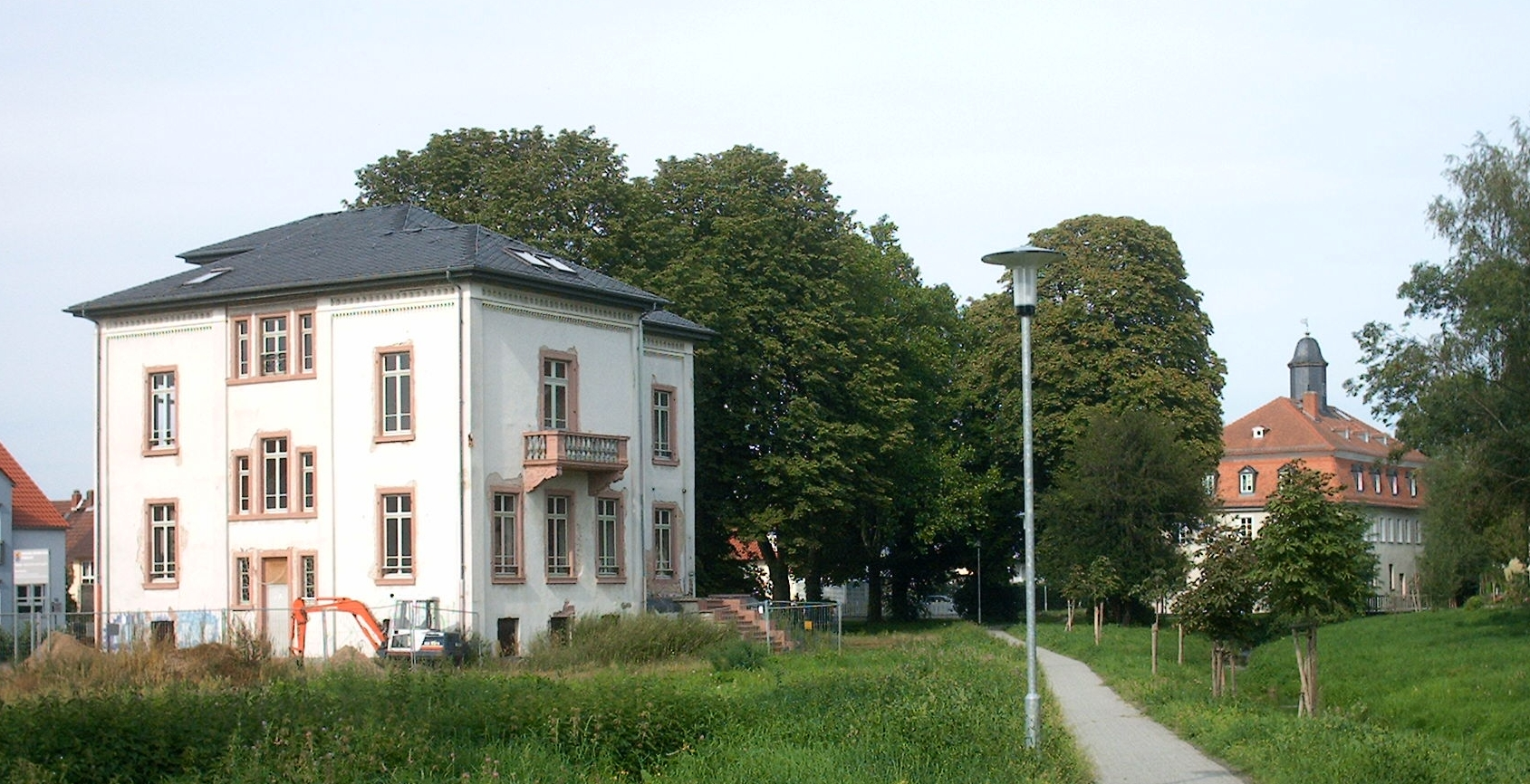
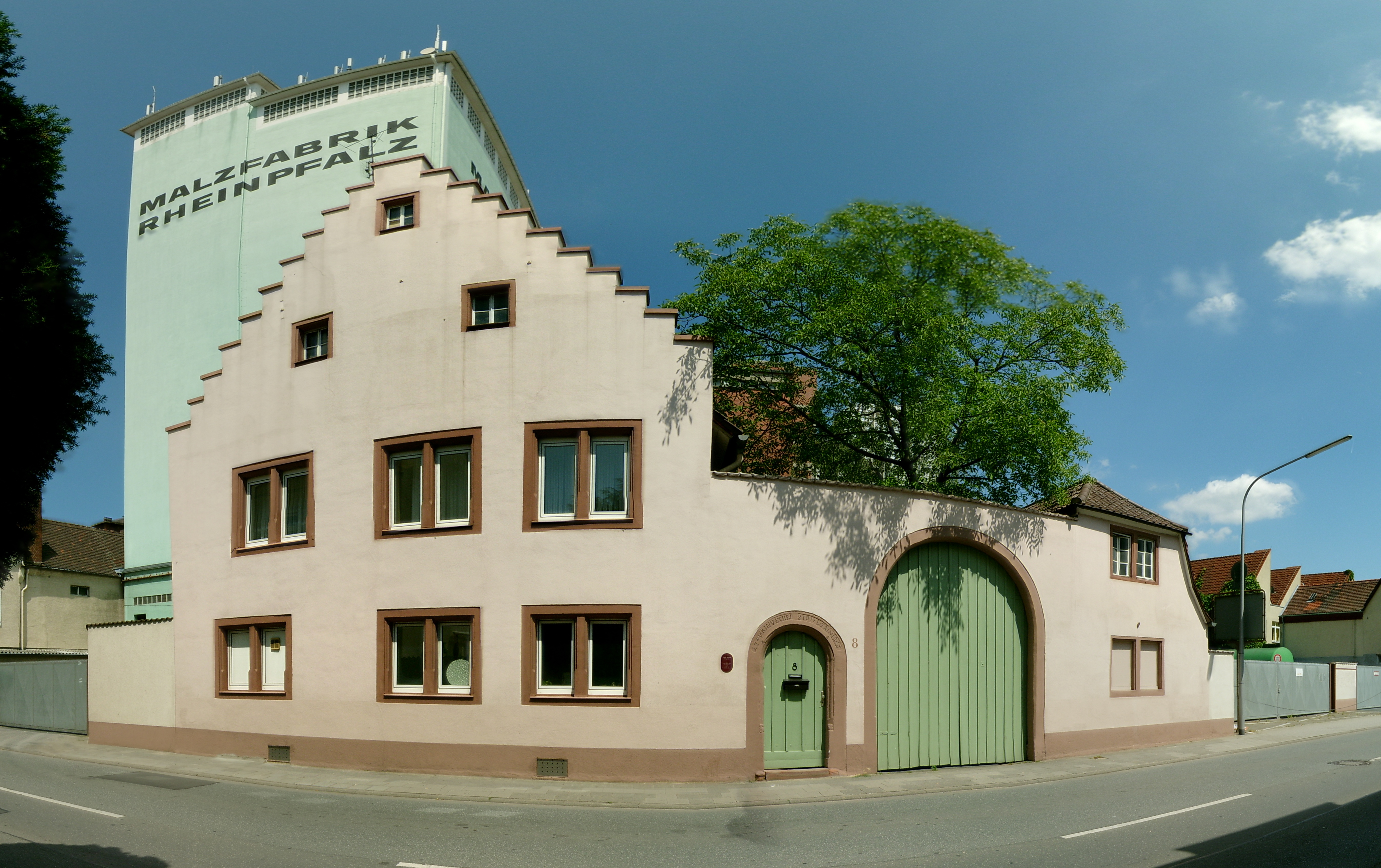